# Heavy Rock Radio
Heavy Rock Radio är ett studioalbum av det norska heavy metal-bandet Jorn och gavs ut 2016 av skivbolaget Frontiers Records. Albumet består av cover-versioner av låtar som har inspirerat Jørn Lande. Jorn har tidigare lanserat cover-album. 2007 kom albumet Unlocking the Past med cover-versioner av låtar med bland annat Deep Purple, Black Sabbath, Thin Lizzy, Whitesnake och Kiss. 2010 kom albumet Dio, en hyllning till Ronnie James Dio med cover-versioner av låtar av Dio, Black Sabbath och Rainbow.

## Låtlista
1. "I Know There's Something Going On" (Russ Ballard) (Frida-cover) – 4:55
2. "Running Up That Hill" (Kate Bush) (Kate Bush-cover) – 5:04
3. "Rev on the Red Line" (Lou Gramm/Al Greenwood) (Foreigner-cover) – 3:56
4. "You're the Voice" (Andy Qunta/Keith Reid/Maggie Ryder/Chris Thompson) (John Farnham-cover) – 5:02
5. "Live To Win" (Paul Stanley/Desmond Child/Andreas Carlsson) (Paul Stanley-cover) – 3:53
6. "Don't Stop Believin'" (Jonathan Cain/Steve Perry/Neal Schon) (Journey-cover) – 4:41
7. "Killer Queen" (Freddie Mercury) (Queen-cover) – 3:27
8. "Hotel California" (Don Felder/Don Henley/Glenn Frey) (Eagles-cover) – 6:31
9. "Rainbow in the Dark" (Ronnie James Dio/Vinny Appice/Jimmy Bain/Vivian Campbell) (Dio-cover) – 5:00
10. "The Final Frontier" (Adrian Smith/Steve Harris) (Iron Maiden-cover) – 5:52
11. "Stormbringer" (Ritchie Blackmore/David Coverdale) (Deep Purple-cover) – 3:56
12. "Die Young" (Ronnie James Dio/Tony Iommi/Geezer Butler/Bill Ward) (Black Sabbath-cover) – 5:12

Bonusspår på Japan-utgåvan
1. "I Don't Know" (Ozzy Osbourne/Randy Rhoads/Bob Daisley) (Ozzy Osbourne-cover) – 5:08

## Medverkande
Musiker (Jorn-medlemmar)
- Jørn Lande – sång
- Trond Holter – sologitarr
- Alessandro Del Vecchio – keyboard
- Francesco Jovino – trummor
- Thomas Bekkevold – basgitarr

Bidragande musiker
- Lasse Jensen – keyboard (spår 9)
- Sid Ringsby – basgitarr (spår 11)
- Tore Moren – gitarr (spår 9)
- Jørn Viggo Lofstad – gitarr (spår 11)
- Willy Bendiksen – trummor (spår 9, 11)
- Nic Angileri – basgitarr (spår 9)
- Jimmy Iversen – gitarr (spår 9)

Produktion
- Jørn Lande – producent
- Trond Holter – ljudmix
- Tommy Hansen – ljudmix (spår 9, 11)
- Stan-W Decker – omslagsdesign, omslagskonst